# 秀山金萼杜鹃
秀山金萼杜鹃（学名：Rhododendron chrysocalyx var. xiushanense）为杜鹃花科杜鹃花属下的一个变种。

## 扩展阅读
- 維基物種上的相關：秀山金萼杜鹃